# Uber Everywhere
Uber Everywhere — дебютный сингл американского рэпера MadeinTYO. Песня была выпущена 26 февраля 2016 под лейблом Privateclub Records. Uber Everywhere был спродюсирован K Swisha. Он достиг 51 места в чарте Billboard Hot 100. Сингл был сертифицирован двойной платиной RIAA.

## Музыкальное видео
Премьера музыкального клипа состоялась 21 августа 2015 года на YouTube-канале Privateclub Records. Видео было спродюсировано Марией Скобелевой.

## Ремиксы
12 июля 2016 вышел официальный ремикс при участии американского рэпера Трэвиса Скотта, эта версия была включена в микстейп MadeinTYO You Are Forgiven. Tory Lanez выпустил свой ремикс на эту песню. Trey Songz выпустил ремикс под названием "Lyft Everywhere". Trill Sammy также выпустил ремикс на данную песню. Британский музыкант Black The Ripper выпустил ремикс в поддержку легализации марихуаны под названием "Light Up Everywhere".

## Коммерческий успех
Uber Everywhere дебютировал под номером 99 в чарте Billboard Hot 100 16 апреля 2016. 51 место является пиком этой песни в данном чарте.

## Чарты
| Чарт (2016)                           | Высшая позиция |
| ------------------------------------- | -------------- |
| США (Billboard Hot 100)               | 51             |
| США (Billboard Hot R&B/Hip-Hop Songs) | 16             |
| США (Billboard Hot Rap Songs)         | 11             |

| Чарт (2016)                          | Позиция |
| ------------------------------------ | ------- |
| US Hot R&B/Hip-Hop Songs (Billboard) | 44      |

## Сертификации
| Регион | Сертификация  | Продажи   |
| --- | ------------- | --------- |
| США (RIAA) | 2× Платиновый | 2 000 000 |
| * Данные о продажах приведены только на основе сертификации. · ^ Данные о тиражах приведены только на основе сертификации. · Данные о продажах + прослушиваниях приведены только на основе сертификации. |               |           |